# Irura
Irura ist ein Ort und eine Gemeinde (Municipio) in der Provinz Gipuzkoa im spanischen Baskenland. Sie hat 1.895 Einwohner (Stand: 2024).

## Geografie
Irura liegt etwa 19 Kilometer südsüdwestlich von der Provinzhauptstadt Donostia-San Sebastián in einer Höhe von ca. 65 m. Der Oria begrenzt die Gemeinde im Westen.

## Bevölkerungsentwicklung
| 1900 | 1950 | 1970 | 1981 | 1991 | 2001 | 2011 | 2021 |
| ---- | ---- | ---- | ---- | ---- | ---- | ---- | ---- |
| 399  | 623  | 856  | 689  | 632  | 775  | 1619 | 1877 |

## Sehenswürdigkeiten
- Michaeliskirche (Iglesia de San Miquel)
- Rathaus mit Bibliothek

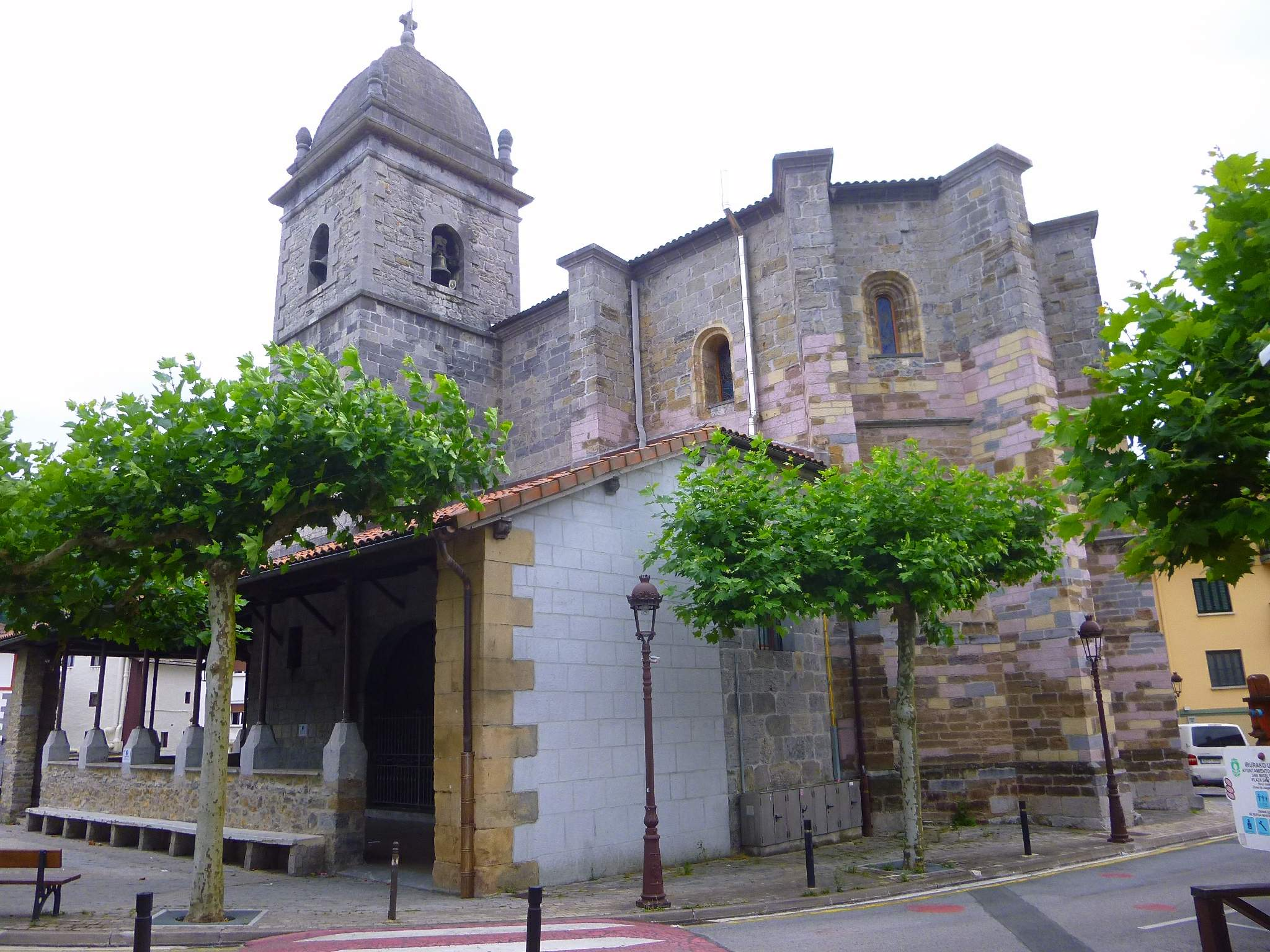
Johannes-der-Täufer-Kirche
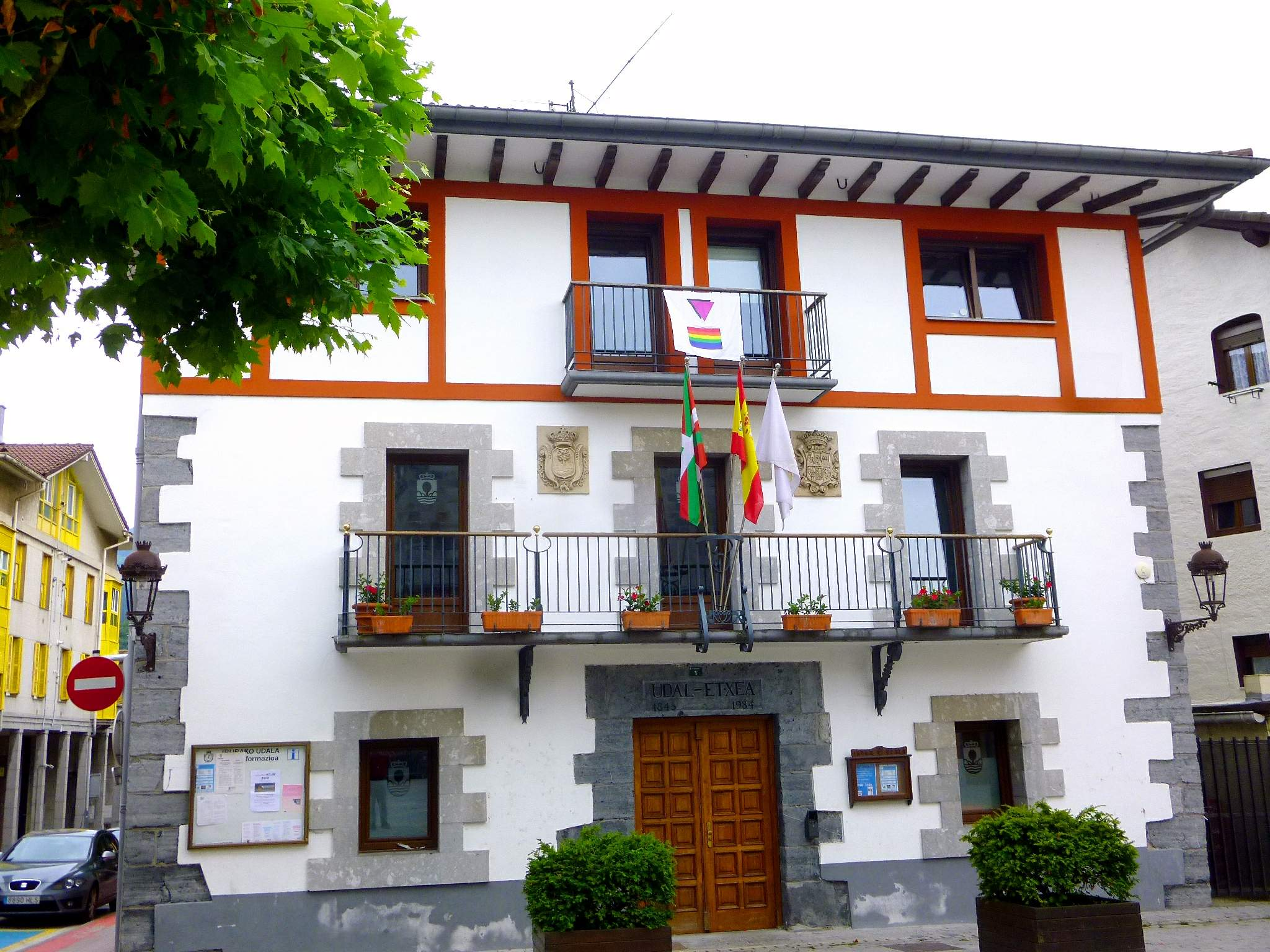
Rathaus